# Dosis efectiva (radiobiología)
En radiobiología, protección radiológica o tecnología nuclear, se puede definir la dosis efectiva desde distintos puntos de vista, siendo lo más habitual su uso desde el punto de vista del individuo expuesto a una radiación ionizante.
Esta magnitud es un indicador cuantitativo de la probabilidad de que pueda ocurrir un efecto estocástico, generalmente cáncer, sobre una persona irradiada a cuerpo completo. La probabilidad de que ocurran esos sucesos se calcula actualmente a partir del modelo lineal sin umbral (LNT por sus siglas en inglés).
Para el cálculo de la dosis efectiva en un cierto individuo suelen considerarse cada componente por separado, sumando finalmente las contribuciones externa e internas (ingestión e inhalación). Generalmente estas contribuciones se calculan mediante modelos de cajas (en el caso de las contribuciones internas) o por monte-carlo (acoplados a los resultados de los modelos de cajas para las contribuciones internas y a modelos de difusión en el caso de las contribuciones externas).

## Dosis efectiva
La dosis efectiva (E) es una magnitud definida por la suma de las dosis equivalentes en tejido, multiplicada cada una por el factor de ponderación para tejido correspondiente:
{\displaystyle E=\sum _{T}W_{T}\cdot H_{T}}
Siendo HT la dosis equivalente en el tejido T y wT el factor de ponderación para tejido correspondiente al tejido T. De la definición de dosis equivalente se obtiene por tanto que:
{\displaystyle E=\sum _{T}w_{T}\cdot \sum _{R}w_{R}\cdot D_{T,R}}
Donde wR es el factor de ponderación de la radiación correspondiente a la radiación R y DT,R la dosis absorbida media en el órgano o tejido T.
Para cada órgano es necesario calcular la dosis equivalente debida a la exposición externa e interna de cada radioisótopo:
{\displaystyle E=E_{ext}+\sum _{inh}h(g)\cdot I_{inh}+\sum _{ing}h(g)\cdot I_{ing}}
La unidad de la dosis efectiva es el Sievert (Sv) que es equivalente al julio por kilogramo de masa del tejido (J kg-1).

## Dosis efectiva colectiva
La dosis efectiva total S a una cierta población, viene definida por:
{\displaystyle S=\sum _{i}E_{i}\cdot N_{i}}
Donde Ei es la dosis efectiva en el subgrupo de población i en promedio y Ni el número de individuos del subgrupo. Si en el grupo existen diferentes exposiciones puede utilizarse la expresión como integral:
{\displaystyle S=\int _{0}^{\infty }E\cdot {\frac {dN}{dE}}dE}
Aquí {\displaystyle {\frac {dN}{dE}}dE} es el número de individuos que reciben una dosis efectiva comprometida entre E y E+dE.
La dosis efectiva colectiva Sk causada por un suceso, decisión o parte finita de una práctica k es:
{\displaystyle S_{k}=\int _{0}^{t}{\dot {S_{k}}}(t)dt}
Donde {\displaystyle {\dot {S_{k}}}(t)} es la tasa de dosis efectiva colectiva en el tiempo t que ha sido causada por la práctica k.

## Dosis efectiva comprometida
La Dosis efectiva comprometida E(τ) se define como:
{\displaystyle E(\tau )=\sum _{T}w_{T}\cdot H_{T}(\tau )}
Siendo HT(τ) la dosis equivalente comprometida al tejido T a lo largo del periodo de integración τ y wT el factor de ponderación para el tejido T.
Generalmente τ toma el valor de 50 años para los adultos (y trabajadores) y hasta la edad de 70 años para los cálculos con incorporaciones en niños.

## Factores de ponderación de la radiación wR
Tipo de radiación	
Fotones de todas las energías	1
Electrones y muones, todas las energías	1
Neutrones con energías	5 - 20
Partículas alfa	20

## Factores de ponderación de los tejidos wT
A partir de los estudios epidemiológicos (supervivientes de Hiroshima y Nagasaki, minería del uranio y aplicaciones médicas) se calcularon la probabilidad de que un cáncer pudiera tener lugar para una irradiación dada en un órgano determinado.
Para calcular la dosis efectiva debida a una irradiación a cuerpo entero, se debe ponderar el efecto para cada órgano irradiado. Estos factores dependerán tanto de la masa de cada órgano como de su radiosensibilidad.
Los valores calculados para la persona de referencia definida por la CIPR y la Sociedad de Medicina Nuclear americana, varían a medida que se obtienen nuevos datos. Así la CIPR, en su informe 26 de 1977, definió estos factores para 6 órganos principales y un órgano promedio denominado resto. En sus recomendaciones más recientes (el informe número 60) se definieron 12 órganos más el órgano ficticio resto (compuesto ahora por 10 órganos adicionales). En la edición de las nuevas recomendaciones (2007) se aumenta el número hasta los 15 órganos más el resto (18 órganos adicionales).
Los factores de ponderación para los correspondientes órganos utilizados en la actualidad son:
| Tejido          | wT   |
| Gónadas         | 0.20 |
| Médula ósea     | 0.12 |
| Colon           | 0.12 |
| Pulmones        | 0.12 |
| Estómago        | 0.12 |
| Vejiga          | 0.05 |
| Pecho (mama)    | 0.05 |
| Hígado          | 0.05 |
| Esófago         | 0.05 |
| Tiroides        | 0.05 |
| Superficie ósea | 0.01 |
| Piel            | 0.01 |
| Resto           | 0.05 |

Los órganos que corresponden al resto son las glándulas suprarrenales, el cerebro, el intestino grueso superior, el intestino delgado, los riñones, el músculo, el páncreas, el bazo, el timo y el útero. Cada uno de ellos se pondera en función de la masa asignada a la persona de referencia.